# Альтаїр

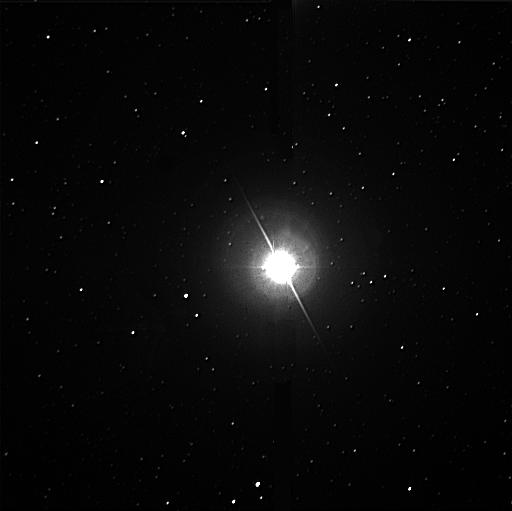
Знімок Альтаїра отриманий за допомогою інтеферометра Паломарської обсерваторії

Альтаї́р (α Орла) (араб. ан-наср ат-таїр «орел, що летить», النسر الطائر) — зоря 1-ї зоряної величини, найяскравіша в сузір'ї Орла. У середніх широтах видима навесні, влітку й восени. Завдяки новітнім астрономічним дослідженням за допомогою Паламарського дослідного інтерферометра доведено, що Альтаїр має не сферичну, а радше приплюснуту на полюсах форму через високу швидкість обертання. Технології синтезованої апертури й численні оптичні телескопи зафіксували це явище.
Українська народна назва Альтаїра — Пастух. У ніч на Івана Купала він зустрічається з Вегою — Ткалею.

## Опис
Альтаїр — вершина так званого Літнього Трикутника, разом з Вегою і Денебом. Зоря розташована за 17 св. років від Землі і є однією з найяскравіших зір північного зоряного неба.
Альтаїр широко відомий за вкрай високу швидкість  обертання; завдяки вимірам ширини спектральних ліній зорі встановлено, що її екватор робить повний оберт навколо своєї осі за 6 годин (інші джерела дають 9 чи 10,4 години). Для порівняння: Сонцю потрібно понад 25 діб для здійснення повного оберту. Тому через таке швидке обертання Альтаїр сплющений з полюсів: його екваторіальний діаметр щонайменше на 22 % більший, ніж полярний діаметр. На сьогодні вже є зображення поверхні Альтаїра. Це перша візуальна перевірка вкладу гравітації та відцентрової сили в коефіцієнт потемніння до краю диску зорі.

## Альтаїр у міфології й культурі
Наприкінці літа зірки Альтаїр і Вега розташовані високо в зоряному небі. Про них оповідає стародавня китайська історія, яка має багато варіантів:
Молодий пастух на ім'я Ню Лан (буквально «пастух»; Альтаїр) проходив повз сім чарівних сестер-фей, які купалися в озері. За порадою свого пустотливого бика, він краде їхній одяг і чекає, що трапиться. Прекрасні сестри посилають наймолодшу й найгарнішу сестру Чжи-Ну («ткаля»; зірка Вега) забрати їхній одяг. Вона забрала в Ню Лана одяг, але оскільки він побачив її голою, Чжи-Ну повинна була вийти за юнака заміж. Вона стала доброю дружиною, а Ню Лан хорошим чоловіком. Вони жили щасливо і мали двох дітей, але коли Богиня Небес дізналася, що простий смертний одружився з однією з найчарівніших її фей, вона дуже розлютилася, і примусила Чжи-Ну знову повернутися до її колишнього обов'язку виплітання барвистих хмар у небі, тому що вона не могла робити свою роботу, будучи у шлюбі зі смертним. Ню Лан дуже засмутився, дізнавшись, що його дружина пішла, але раптом його бик починає говорити і каже хлопцеві, що, якщо він уб'є його і надягне його шкуру, Ню Лан зможе потрапити на Небеса, і там знайти свою дружину. Зі сльозами на очах Ню Лан убив свого бика, надів його шкуру й, взявши із собою обох дітей вирушив на Небеса, щоб знайти Чжи-Ну. Коли Богиня дізналася, що Ню Лан опинився на небесах, вона ще більше розгнівалася і, взявши свою шпильку, Богиня видряпала широку річку в небі, щоб відокремити назавжди двох коханців (таким чином створюючи Чумацький шлях, який відокремлює Альтаїр і Вегу).
Після цього Чжи-Ну повинна завжди сидіти на одному боці річки, плетучи хмари, тоді як Ню Лан спостерігає за нею здалеку і піклується про їхніх двох дітей (дві бокові зірки Альтаїра: β та γ Орла).
Але один раз на рік усі сороки світу зжалюются над ними й злітаються у небеса, створюючи міст через зірку Денеб у сузір'ї Лебедя, таким чином, закохані можуть бути разом протягом однієї, сьомої ночі сьомого місяця.
На гіпотетичній шостій планеті Альтаїру та її орбіті відбувається дія роману американського письменника-фантаста Бена Бови «Вітри Альтаїру».